# Datavisualisatie

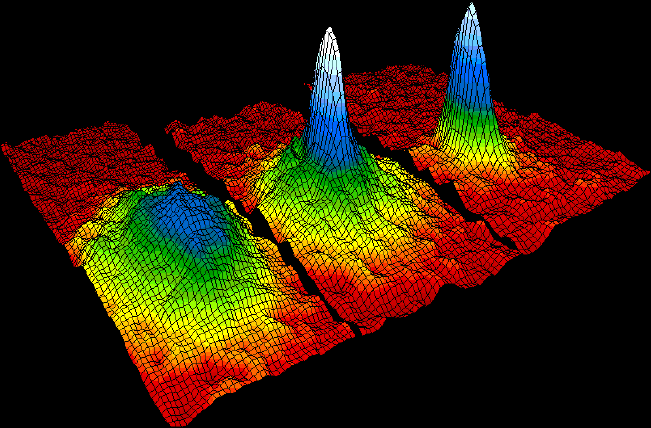
Voorbeeld van datavisualisatie: De wiskundige representatie van het bose-einsteincondensaat

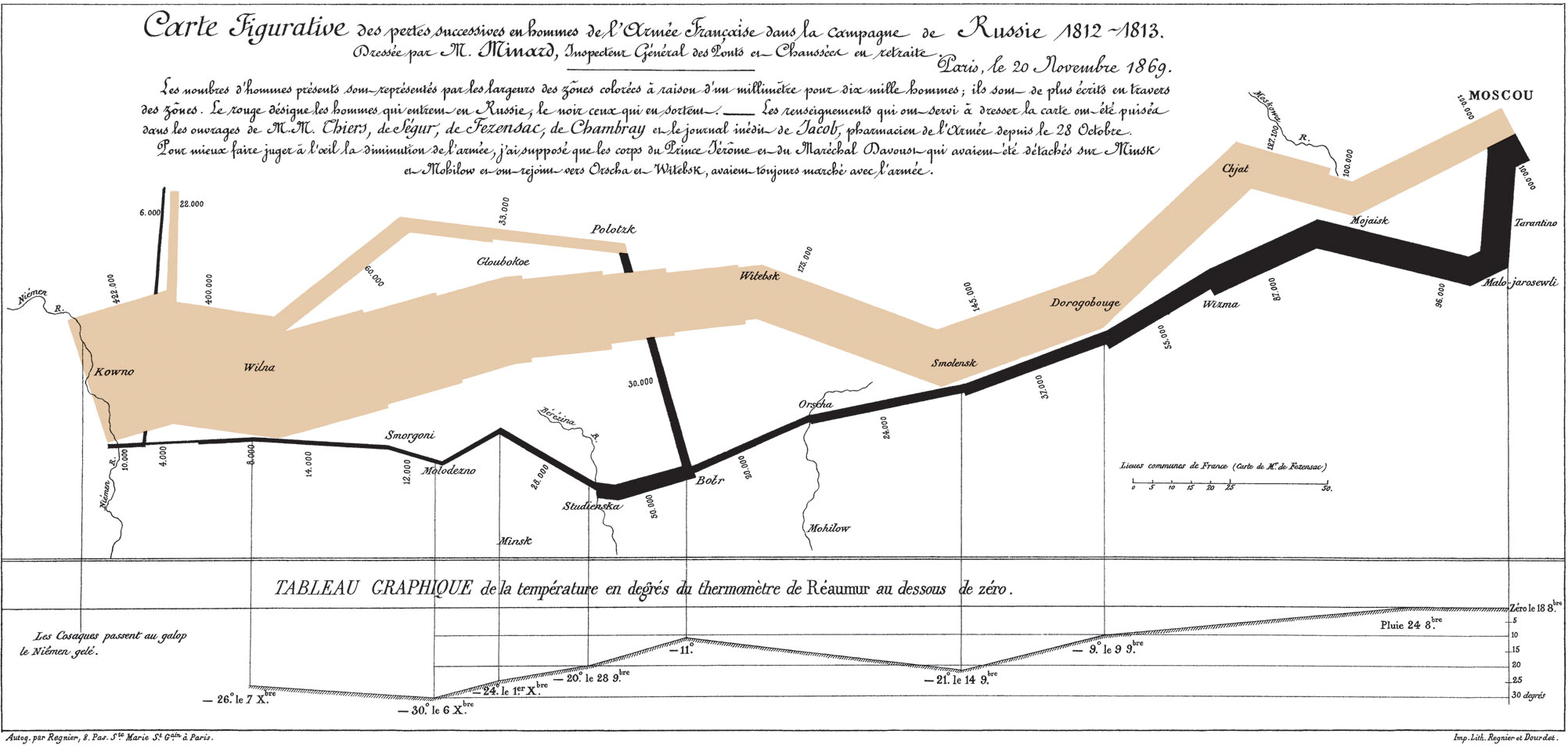
Charles Minards informatiegrafiek van Napoleons invasie van Rusland

Datavisualisatie, ook wel kennisvisualisatie of wetenschappelijke visualisatie genoemd, is het vakgebied, dat zich bezighoudt met het visueel weergeven van gegevens. Dit is een interdisciplinair vakgebied, waaronder zowel grafische vormgeving, informatica als kennistheorie vallen.

## Algemeen
Het doel van een datavisualisatie is om gegevens inzichtelijk te maken met behulp van afbeeldingen. Een eenvoudig voorbeeld is een grafiek van een gemeten temperatuur op bepaalde momenten van de dag. Omvangrijkere voorbeelden zijn CT-scans of MRI-scans die gedaan worden in ziekenhuizen om van een patiënt bepaalde ziekteverschijnselen te kunnen detecteren en diagnoses op te maken.
Datavisualisatie is gerelateerd aan de visualisatie in het algemeen. Dit betreft de totstandkoming van uitdrukkingsvormen en de (visualisatie)modellen (en classificatie) die daarbij een rol spelen bij ontwerper en ontvanger van de boodschap.
Datavisualisatie is iets anders dan computergraphics. Computergraphics richt zich op het creëren van plaatjes (2D/3D) met behulp van de computer. Het vakgebied datavisualisatie maakt gebruik van de kennis uit het vak computergraphics om gegevens te visualiseren. Via datavisualisatie moet het mogelijk worden om gegevens te onderzoeken, gegevens te bewerken en bekijken als beelden. Kortom, de gebruiker zal interactief de gegevens gebruiken.
Het vakgebied digitale beeldbewerking (Image processing) bestudeert 2D-beelden (foto's of video's) en probeert hieruit informatie te halen en te gebruiken of om de beelden te verbeteren. Datavisualisatie verwerkt gegevens (lees: getallen) naar beeldmateriaal.

## Visualisatieproces
Het visualisatieproces vertaalt ruwe gegevens naar grafische objecten, zoals punten, lijnen of vlakken. Het datavisualisatieproces begint bij het verkrijgen van gegevens. Dit kan doordat gegevens zijn berekend of via metingen. In beide gevallen zullen de gegevens klaargemaakt worden om visueel weergegeven te worden (Filtering, Eng.). Dit betekent dat bepaalde gegevens gefilterd worden en eventueel getransformeerd. Na de transformatie worden gegevens geprojecteerd (mapping, Eng.) op visuele objecten, zoals grafieken of 3D-figuren. Ten slotte worden visuele objecten verwerkt tot pixelinformatie (Rendering, Eng.) en weergegeven op scherm.
Datavisualisatie is niet zomaar een berekening die uitgevoerd wordt. De gebruiker heeft er belang bij om met de gegevens te interageren. Dit kan de gebruiker doen in ieder stadium van het visualisatieproces.
Bij het Berekenen of Meten van de data zullen parameters ingesteld moeten worden. De gebruiker zal ook beslissen welke gegevens uit de gegevens gefilterd moeten worden en welke bewerking ze moeten ondergaan alvorens de gegevens getoond moeten worden. Hoe de gegevens weergegeven worden (bijvoorbeeld als een grafiek, als een histogram of als een 3D-plaatje) zal de gebruiker bepalen bij de Mapping-stap. Afhankelijk van de toepassing zou de gebruiker ook de Renderingtechniek kunnen bepalen. Indien er realtime gewerkt wordt met de gegevens en de gegevens eventueel ook realtime gemanipuleerd worden, dan is het handig om een snelle renderingtechniek te kiezen. Ten slotte bepaalt de gebruiker de Weergave: inzoomen, roteren, zwart-wit of in kleur. De gebruiker zal dit moeten aangeven.

## Vormen van datavisualisatie
- Beeldvormend medisch onderzoek
- Mindmap
- Stromingvisualisatie
- Geografisch:
  - Atlas
  - Klimaatvisualisatie
  - Weerkaart: een schematische weergave van het het heersende weer op een bepaald tijdstip
- Afstamming:
  - Fylogenie met behulp van een fylogenetische stamboom
  - Genealogische stamboom is een grafisch overzicht van voorouders, nakomelingen en hun partners in een boomvorm
- Beschrijvende statistiek:
  - Histogram
  - Boxplot
  - Q-Q plot
- In de multivariate statistiek:
  - Clusteranalyse met behulp van dendrogrammen
  - Ordinatie met behulp van ordinogrammen